# Alastair Cameron
Alastair Graham Walter Cameron (Winnipeg, 21 giugno 1925 – 3 ottobre 2005) è stato un fisico e astronomo canadese.
Studiò all'Università del Manitoba e all'Università del Saskatchewan. Nel 1973 divenne insegnante di astronomia all'Università Harvard, della quale divenne nel 1999 Professore Emerito.
Fu un pioniere della teoria della nucleosintesi stellare, la produzione degli elementi chimici all'interno delle stelle. Si occupò anche dei meccanismi di formazione del sistema solare. Avanzò l'ipotesi, oggi la più accredidata, che la Luna sia diventata un satellite della Terra in seguito all'impatto del nostro pianeta con un altro corpo di dimensioni paragonabili a Marte.
Era un grande sostenitore della possibilità che la gran maggioranza delle stelle possieda un sistema planetario, sostenendo, diversamente da Otto Struve, che anche le stelle con alta velocità di rotazione possano avere sistemi planetari.
Insieme a Frank Drake e Carl Sagan, è stato uno dei più convinti sostenitori del progetto SETI.
Nel 1997 la American Astronomical Society gli assegnò il premio Henry Norris Russell Lectureship.
Nel 1994 gli è stata assegnata la Medaglia Leonard .
Una sua foto è visibile qui.